# Agomadaranus melanostictoides
Agomadaranus melanostictoides es una especie de coleóptero de la familia Attelabidae.

## Distribución geográfica
Habita en China.